# Cournols
Cournols – miejscowość i gmina we Francji, w regionie Owernia-Rodan-Alpy, w departamencie Puy-de-Dôme.
Według danych na rok 1990 gminę zamieszkiwało 230 osób, a gęstość zaludnienia wynosiła 21 osób/km² (wśród 1310 gmin Owernii Cournols plasuje się na 620. miejscu pod względem liczby ludności, natomiast pod względem powierzchni na miejscu 776.).
Na terenie gminy, w Randol znajduje się benedyktyńskie opactwo Matki Bożej.